# DNG
DNG (Digital Negative Specification), Цифрово́й негати́в — открытый формат для Raw-файлов изображений, используемый в цифровой фотографии. Разработан компанией Adobe Systems с целью создать стандартный формат для Raw-файлов изображений вместо множества различных форматов разных производителей фотокамер. Анонсирован 27 сентября 2004 года.
Спецификации формата DNG компания Adobe предоставляет бесплатно, поэтому любой производитель цифровой фототехники может включить поддержку данного формата.

## Описание
DNG является расширением формата TIFF 6.0 и совместим со стандартом TIFF-EP. Файл формата DNG может хранить в себе одно главное изображение, несколько изображений меньшего разрешения/качества для предпросмотра и метаданные. Рекомендованное расширение файлов — «.DNG».
Метаданные могут быть представлены в одном из следующих форматов:
- TIFF-EP или EXIF
- IPTC
- XMP

Формат DNG поддерживает также сжатие данных без потерь (lossless JPEG).

## Программное обеспечение, поддерживающее DNG
Первым программным продуктом, поддерживающим формат DNG, является Adobe DNG Converter — бесплатная утилита от компании Adobe. Другие продукты от Adobe для работы с растровой графикой, например, Adobe Photoshop и Adobe Photoshop Lightroom, также поддерживают DNG.
Помимо продуктов, разработанных самой Adobe, существует большое количество программ других производителей: DxO optics pro, digiKam, Corel Paint Shop Pro X, ExifTool, GIMP, ImageMagick, IrfanView и др.